# José María Ridao
José María Ridao (né à Madrid en 1961) est un écrivain, éditorialiste et diplomate espagnol.

## Biographie
Licencié en droit et en philologie arabe, il embrasse la carrière diplomatique en 1987 par l'Angola, puis l'URSS, la Guinée équatoriale et enfin la France. C'est en partie durant son séjour dans l'hexagone que « ce francophile averti s'intéresse au destin tragique de Manuel Azaña », le dernier président de la république espagnole. Ce dernier, après la victoire de Franco, s'était réfugié en France où il fut finalement mis en résidence surveillée par le gouvernement de Vichy. Il décède dans la préfecture de Tarn-et-Garonne, à Montauban, dans une chambre de l'hôtel du Midi, le 3 novembre 1940. Cette histoire tragique inspirera à José Maria Ridao, très affecté par le destin du chef d'État espagnol, un roman intitulé El pasajero de Montauban (Le Passager de Montauban, 2003).
Véritable homme de lettres et passionné de littérature, le diplomate demande dès 2000, un congé pour se consacrer à l'écriture. Il devient dans le même temps un collaborateur du quotidien espagnol El Pais. C'est durant cette période qu'il écrit trois ouvrages liés en partie à l'histoire de la guerre civile.
Après une pause de quatre ans, il reprend sa carrière diplomatique et est nommé, en 2004, représentant permanent de l'Espagne auprès de l'Unesco. Une charge qu'il occupera jusqu'à sa démission en 2006. Il poursuit, dès lors, sa passion de l'écriture.

## Publications
- "Les faux héritiers d'Azaña, usurpateurs du libéralisme espagnol", Montauban, Editions Arkheia, 2007. Son seul texte connu en français.
- Elogio de la imperfección (2006)
- Weimar entre nosotros (2004)
- La paz sin excusa: sobre la legitimación de la violencia (2004)
- La elección de la barbarie: liberalismo frente a ciudadanía en la sociedad contemporánea (2002)
- El pasajero de Montauban (2003)
- El mundo a media voz (2001)
- La desilusión permanente (2000)
- Contra la Historia (2000)
- Excusas para el Doctor Huarte (1999)
- Agosto en el paraíso (1998).